# Choristoneura jezoensis
Choristoneura jezoensis es una especie de polilla del género Choristoneura, tribu Archipini, subfamilia Tortricinae. Fue descrita científicamente por Yasuda & Suzuki en 1987.

## Distribución
Se distribuye por Asia: Japón.